# آلبرت ساهاکیان
آلبرت آرسنی ساهاکیان (ارمنی: Ալբերտ Արսենի Սահակյան؛ زادهٔ ۲۰ فوریهٔ ۱۹۳۷) یک  سیاستمدار اهل ارمنستان است که از تاریخ ۱۹۹۰ تا تاریخ ۱۹۹۵ سمت نمایندگی دوره اول شورای عالی جمهوری ارمنستان را برعهده داشت.

## زندگی‌نامه
در ۲۰ فوریهٔ ۱۹۳۷ در ارمنستان به دنیا آمد . 